# Ranunculus strigillosus
Ranunculus strigillosus är en ranunkelväxtart som beskrevs av Pierre Edmond Boissier och Huet. Ranunculus strigillosus ingår i släktet ranunkler, och familjen ranunkelväxter. Inga underarter finns listade i Catalogue of Life.